# Vauxhall Motors
Vauxhall és un fabricant d'automòbils que pertany al grup francès PSA Peugeot-Citroën. La seva gamma de models es compon de models de la marca alemanya Opel.
Va ser fundada l'any 1857 per Alexander Wilson per fabricar bombes i motors per a la navegació marítima. Anys després, l'any 1905 va desenvolupar el seu primer automòbil. La fàbrica es va mudar del barri londinenc de Vauxhall a Luton el 1905, i va abandonar el nom Vauxhall Iron Works per prendre la designació actual el 1907. General Motors va comprar l'empresa l'any 1925. Durant les següents dècades, la marca va anar deixant de banda els automòbils esportius en favor dels turismes de gran producció.
Des de la dècada de 1970 en endavant, pràcticament tots els Vauxhall són en realitat models d'Opel rebatejats i amb un frontal diferent. Fins aquest decenni, ambdues marques coexistien oficialment a les Illes Britàniques. Els concessionaris d'Opel al Regne Unit van passar a ser Vauxhall el 1982, i a l'any següent va passar l'invers a Irlanda.
A principis de la dècada de 1990, les noves generacions dels diferents models d'Opel i Vauxhall van prendre designacions idèntiques, el que va significar canvis a banda i banda del Canal de la Mànega. Les versions esportives d'Opel anomenades "OPC" ("Opel Performance Center") prenen la denominació "VXR" en els models de Vauxhall.

## Factories de Vauxhall Motors el 2011[5]
| Localització | Ciutat         | Des de | Productes Comentaris | Empleats               |       |
| ------------ | -------------- | ------ | -------------------- | ---------------------- | ----- |
| Anglaterra   | Luton          | 1907   | - Vivaro             | Seu de Vauxhall Motors | 1.100 |
| Anglaterra   | Ellesmere Port | 1962   | - Astra - Astravan   |                        | 2.100 |

## Gamma actual de Vauxhall

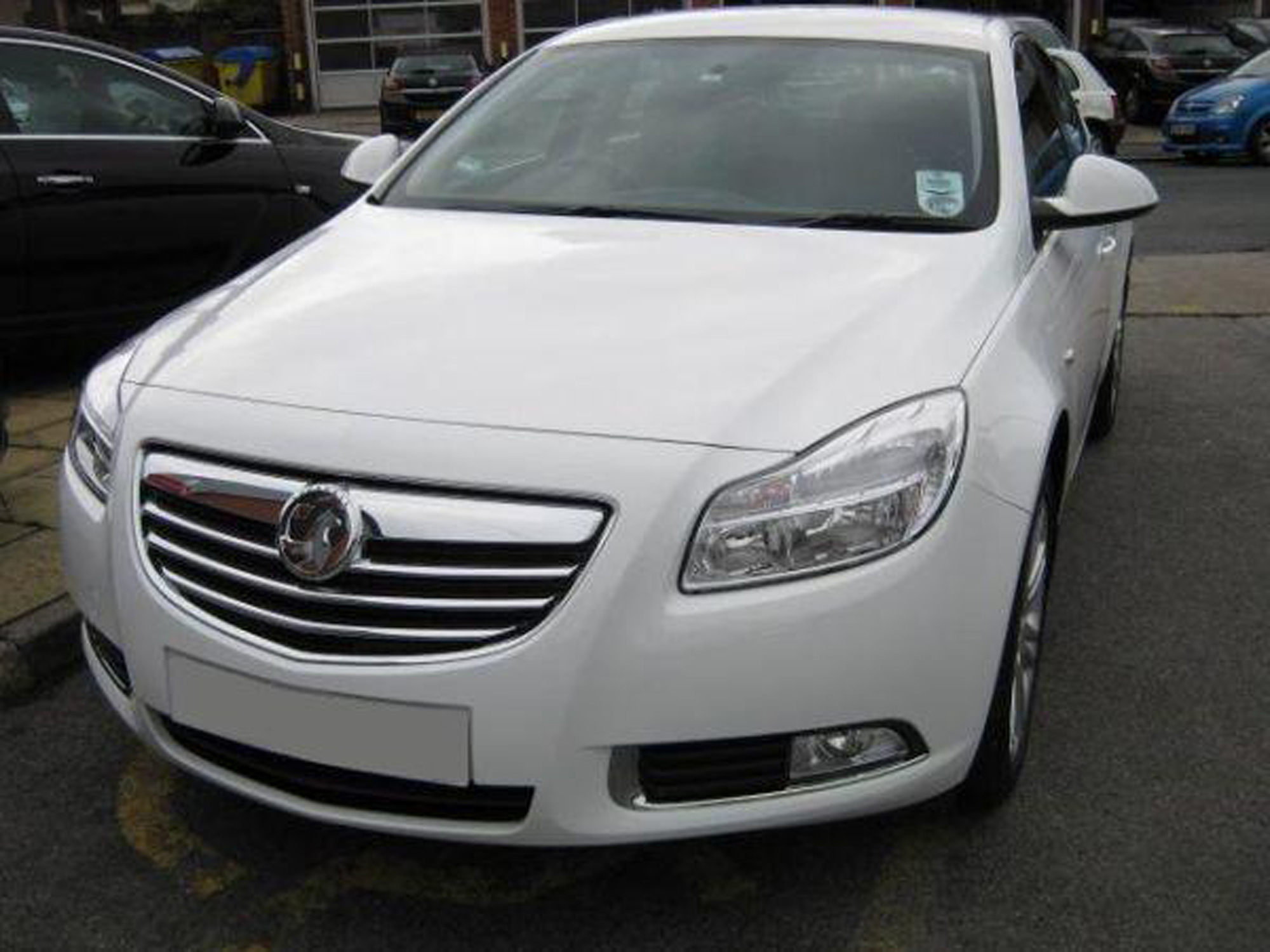
Vauxhall Insignia

- Vauxhall Wyvern/Velox/Cresta/Viscount - turisme del segment E (1948-1972)
- Vauxhall Victor/VX 4/90/Ventora/VX - turisme del segment D (1957-1978)
- Vauxhall Viva/Firenza/Magnum - turisme del segment C (1963-1979)
- Vauxhall Chevette (Opel Kadett C) - turisme del segment C (1975-84)
- Vauxhall Cavalier (Opel Ascona B-C/Manta/Vectra) - turisme del segment D (1975-1995)
- Vauxhall Carlton/Viceroy/Royale/Senator (Opel Rekord E/Commodore/Senator/Omega) - turisme del segment E (1978-1994)
- Vauxhall Astra (Opel Kadett D-E/Astra) - turisme del segment C (1979-present)
- Vauxhall (Opel) Corsa - turisme del segment B (1993-present)
- Vauxhall (Opel) Omega - turisme del segment E (1994-2003)
- Vauxhall (Opel) Tigra -  esportiu (1994-2000/2004-2009)
- Vauxhall (Opel) Vectra/Signum - turisme del segment D (1995-2008)
- Vauxhall (Opel) Combo - furgoneta petita (1999-present)
- Vauxhall (Opel) Movano - furgoneta gran (1999-present)
- Vauxhall (Opel) Zafira - monovolum del segment C (1999-present)
- Vauxhall (Opel) Agila - monovolum del segment A (2000-2014)
- Vauxhall VX220 (Opel Speedster) -  esportiu (2000-2005)
- Vauxhall Monaro (Holden Monaro/HSV Coupé GTO) -  esportiu (2001-2005)
- Vauxhall (Opel) Vivaro - furgoneta mitjana (2001-present)
- Vauxhall (Opel) Meriva - monovolum del segment B (2002-present)
- Vauxhall VXR8 (HSV Clubsport/GTS) - turisme del segment E (2007-2017)
- Vauxhall (Opel) Insignia - turisme del segment D (2008-present)
- Vauxhall Viva nou (Opel Karl) - monovolum del segment A (2014-present)